# General Beton
General Beton este o companie producătoare de betoane din Timișoara, parte a grupului italian Tonon.
Firma deține patru stații de betoane, cu o capacitate de producție totală de circa 300.000 de metri cubi anual, la Timișoara, Arad și București.
În anul 2005, compania a avut o cotă de piață de 8% pe piața de betoane a Bucureștiului.
Compania produce aproximativ 240.000 metri cubi de beton pe an, dintre care mai mult de 50% în București.
Cifra de afaceri
- 2007: 34 milioane euro[1]
- 2006: 25,8 milioane euro[2]
- 2005: 16 milioane euro[3]
- 2004: 12,3 milioane euro[3]

Venit net în 2004: 1,8 milioane euro